# Är
För albumet av Tommy Körberg från 1988, se ...är....
Är är ett musikalbum från 2006 av den svenska hiphopduon Snook.

## Låtlista
1. Är
2. Kommer ifrån
3. Snook, svett & tårar
4. Inga problem
5. Hiphop
6. Blunda
7. Jag gör min grej
8. Ammunition
9. 7 timmar
10. Bejbi
11. Längst fram i taxin
12. Älskling jag är hemma nu